# Liste der Kulturdenkmäler in Allendorf (Eder)
Die folgende Liste enthält die in der Denkmaltopographie ausgewiesenen Kulturdenkmäler auf dem Gebiet  der Gemeinde Allendorf (Eder), Landkreis Waldeck-Frankenberg, Hessen.
Hinweis: Die Reihenfolge der Denkmäler in dieser Liste orientiert sich zunächst an Ortsteilen und anschließend der Anschrift, alternativ ist sie auch nach der Bezeichnung, der vom Landesamt für Denkmalpflege vergebenen Nummer oder der Bauzeit sortierbar.
Kulturdenkmäler werden fortlaufend im Denkmalverzeichnis des Landes Hessen durch das Landesamt für Denkmalpflege Hessen auf Basis des Hessischen Denkmalschutzgesetzes (HDSchG) geführt. Die Schutzwürdigkeit eines Kulturdenkmals hängt nicht von der Eintragung in das Denkmalverzeichnis des Landes Hessen oder der Veröffentlichung in der Denkmaltopographie ab.

Das Vorhandensein oder Fehlen eines Objekts in dieser Liste ist keine rechtsverbindliche Auskunft darüber, ob es Kulturdenkmal ist oder nicht: Diese Liste entspricht möglicherweise nicht dem aktuellen Stand der offiziellen Denkmaltopographie. Diese ist für Hessen in den entsprechenden Bänden der Denkmaltopographie Bundesrepublik Deutschland und im Internet unter DenkXweb – Kulturdenkmäler in Hessen einsehbar. Auch diese Quellen sind, obwohl sie durch das Landesamt für Denkmalpflege Hessen aktualisiert werden, nicht immer aktuell, da es im Denkmalbestand immer wieder Änderungen gibt.
Eine verbindliche Auskunft erteilt allein das Landesamt für Denkmalpflege Hessen.
Nutze diese Kartenansicht, um Koordinaten in der Liste zu setzen. In dieser Kartenansicht sind Kulturdenkmale ohne Koordinaten mit einem roten bzw. orangen Marker dargestellt und können in der Karte gesetzt werden. Kulturdenkmale ohne Bild sind mit einem blauen bzw. roten Marker gekennzeichnet, Kulturdenkmale mit Bild mit einem grünen bzw. orangen Marker.
Anmerkungen: Nach der Eingemeindung von Bromskirchen nach Allendorf (Eder) am 1. Januar 2023 sind die früher in einer eigenen Denkmalliste aufgeführten Kulturdenkmäler von Bromskirchen nun in dieser Denkmalliste erfasst, die um die Ortsteile Bromskirchen und Somplar erweitert wurde. Stand Februar 2025 sind diese Objekte beim Landesamt für Denkmalpflege in Hessen (DenkXweb) noch unter „Kulturdenkmäler in Bromskirchen“ erfasst (siehe unter Weblinks).

## Kulturdenkmäler nach Ortsteilen

### Allendorf
| Bild            | Bezeichnung                        | Lage                                                      | Beschreibung | Bauzeit                 | Objekt-Nr. |
| --------------- | ---------------------------------- | --------------------------------------------------------- | --- | ----------------------- | ---------- |
| Bild gesucht BW | Backhaus                           | Allendorf, Bachstraße 8 LageFlur: 10, Flurstück: 27       | Das Backhaus ist an der Einmündung der Riedeselstraße auf einer lang gestreckten, dreieckigen Parzelle direkt am Linspherbach traufständig zur hier abknickenden Bachstraße 1847 von der Gemeinde errichtet worden. Vor dem Backhaus erweitert sich die Straße platzartig und bezieht durch eine Brücke den Flusslauf mit in das Straßenbild ein. Über einem Erdgeschoss aus lagenhaft vermauerten Bruchsteinen erhebt sich ein vollständig verschiefertes Fachwerkobergeschoss, das von einem flachen Satteldach abgeschlossen ist. Im Erdgeschoss befinden sich zwei Backöfen, im Obergeschoss war eine Arrestzelle untergebracht. Ab 1958 diente das Backhaus als Milchsammelstelle. | 1847                    | 79079 DDB  |
| Bild gesucht BW | Wohnhaus mit Museum                | Allendorf, Bachstraße 15 LageFlur: 11, Flurstück: 30      | Das im Jahre 1851 zur Bachstraße traufständig errichtete Fachwerkhaus auf massivem Sockelgeschoss bildet heute die westliche Begrenzung des Platzes an den Einmündungen der Bachstraße, der Luisenstraße und des Goldbergs. An städtebaulich hervorgehobener Position bildet es den östlichen Endpunkt der geschlossenen historischen Bebauung des Allendorfer Ortskerns. Über dem massiven Sockelgeschoss erhebt sich ein eingeschossiges Fachwerk mit einfachem konstruktiven Fachwerk und steilen geschosshohen Streben. In jüngerer Zeit wurde das Gebäude rückwärtig verlängert und zwischen 1992 und 1996 von der Gemeinde saniert. Es beherbergt seit 2002 ein Museum. | 1851                    | 79080 DDB  |
| weitere Bilder  | Bahnhof                            | Allendorf, Bahnhofstraße 22 LageFlur: 8, Flurstück: 32/18 | Nach mehreren vergeblichen Anläufen seit den 1870er Jahren genehmigte der preußische Landtag 1898 den Bau einer Bahnstrecke von Frankenberg nach Winterberg. Nach einigen Verzögerungen konnte die Bahnstrecke am 1. Dezember 1908 eröffnet werden. 1911 kam noch die Strecke nach Bad Berleburg hinzu. Der Personenverkehr auf beiden Strecken wurde 1966 bzw. 1981 eingestellt. Anmerkung: Die Bahnstrecke sollte im Rahmen der Einrichtung des Personenverkehrs für den Nationalpark Kellerwald-Edersee wieder aktiv sein. Der Bahnhof ist als neobarocker Typenbau 1910 nach einem Entwurf des Architekten Alois Holtmeyer errichtet worden (vgl. Röddenau). Das massiv gemauerte, weiß verputzte Erdgeschoss verfügt über Tür- und Fensterlaibungen aus rotem Sandstein und wird straßenseitig von einem hohen Mansarddach, zu den Gleisen hin von einem Halbwalm abgeschlossen. Während das gleisseitige Mansardgeschoss verschiefert ist, zeigt sich an der vorderen Giebelseite über profilierten Balkenköpfen auskragendes konstruktives Fachwerk mit geschosshohen Streben an den Eckständern. Der Straßenseite ist rechtsseitig ein Risalit, der die Bauformen der Fassade wieder aufnimmt, rückseitig ein eingeschossiger, zweiachsiger Vorbau mit Walmdach angefügt. Auf der Ostseite wurde ein eingeschossiger Güterschuppen angebaut. | 1910                    | 79081 DDB  |
| Bild gesucht BW | Gesamtanlage historischer Ortskern | Allendorf, Gesamtanlage 1 Lage                            | Die Gesamtanlage umfasst den geraden, an den Enden platzartig erweiterten Verlauf der Bachstraße zwischen dem Linspher Bach und der Einmündung der Ortstraße. Ihre städtebaulich charakteristische Gliederung erhält die Bachstraße durch eine gleichmäßige Reihung auf ähnlich großen Parzellen erbauter Hofreiten des 19. Jahrhunderts. Die Hofreiten bestehen aus giebelständigen Fachwerkwohnhäusern auf massiven Untergeschossen oder Sockeln mit zur Bachstraße offenen, rückwärtig von traufständigen Scheunen abgeschlossenen Hofräumen. Die Gesamtanlage endet in zwei platzartigen Erweiterungen, deren westliche vom Backhaus und Gefängnis und deren östliche in jüngerer Zeit durch das Heimatmuseum geprägt werden. Südwestlich hinter der Bebauung der Bachstraße erstreckt sie sich bis zur Kirche, die nur über einen schmalen Weg zugänglich ist. |                         | 721501 DDB |
| Bild gesucht BW | Schulstraße                        | Allendorf, Gesamtanlage 2 Lage                            | Die an der Ecke Schulstraße und Riedweg gelegene Gesamtanlage setzt sich aus verschieden dimensionierten, zweigeschossigen Fachwerkwohnhäusern und Hofreiten auf unterschiedlich großen Parzellen zusammen, die eine Entwicklung der Baustile des späten 18. und frühen 19. Jahrhunderts dokumentieren. Alle Häuser sind auf massiven Untergeschossen errichtet, das Fachwerk der Obergeschosse liegt teilweise offen, teilweise ist es verkleidet. Im Wechsel sind giebelständige und traufständige Bebauung vorhanden. |                         | 721502 DDB |
| Bild gesucht BW | Fachwerkhofreite                   | Allendorf, Goldberg 19 LageFlur: 11, Flurstück: 15/1      | An der Einmündung der Lohwiese über verputztem Sockel errichtete Fachwerkhofreite mit zweigeschossigem, zum Goldberg giebelständigem Wohnhaus. Es handelt sich um einen Ständerbau des 18. Jahrhunderts mit zweigeschossigem Zwischenständerwerk mit profilierten Langriegeln zwischen den Geschossen. Das Profil der Riegel setzt sich auch über den gekerbten Eck- und Bundständern fort. Ausgesteift ist das Fachwerk im Erdgeschoss durch geschosshohe Streben, im Obergeschoss mittels Mannfiguren und im Giebel durch Fußwinkelhölzer. | 18. Jahrhundert         | 79082 DDB  |
| Bild gesucht BW | Kämmersmühle                       | Allendorf, Kämmersmühle LageFlur: 15, Flurstück: 17/1     | Die erste Erwähnung der Kämmersmühle fällt in das Jahr 1484. Am 24. März dieses Jahres verkaufte der Komtur der Wiesenfelder Johanniter Gottfried Wigands das Anwesen bei Allendorf an den Röddenauer Bürger Henz Kämmerer, dessen Familie bis heute namensgebend blieb. Im Laufe der Jahrhunderte ging die Mühle durch viele Hände, da sie nicht als Bannmühle ausgewiesen war und damit die Bewohner kaum ernährte. Die Mühle selbst ist am 7. Juni 1914 bis auf die Grundmauern abgebrannt und wurde in den folgenden Jahren von Grund auf neu errichtet. Das Anwesen besteht heute aus drei zeitgleich nach 1914 errichteten Gebäuden, einem zweigeschossigen Wohnhaus, einem eingeschossigen Mühlengebäude und einem verbretterten Stall, die zusammen in lockerer Gruppierung einen Hofraum umschließen. Prägendes Gebäude ist das auf L-förmigem Grundriss errichtete Wohnhaus. Über einem in Ziegeln gemauerten Erdgeschoss erhebt sich ein weitgehend verschiefertes und verbrettertes Fachwerkobergeschoss, das sich im hofseitigen Risalit zu einer Loggia öffnet. Den oberen Abschluss des Wohnhauses bildet ein steiles Satteldach, das am Risalit einen Fachwerkgiebel mit Zierfachwerk, Andreaskreuzen und Diagonalstreben überdeckt und einen weit vorkragenden Ortgang mit beschnitzten Pfetten und einem kleinen Krüppelwalm bildet. Zum Hof traufständig wurde zeitgleich ein kleines Mühlengebäude aus Fachwerk mit Ziegelausfachung errichtet. Das mit einem breiten Zwerchhaus versehene Gebäude wurde auf kleinen Stützen teilweise über dem Mühlgraben erbaut und zeigt ein einfaches konstruktives Fachwerk mit steilen geschosshohen Streben. | 1484                    | 79179 DDB  |
| weitere Bilder  | Sogenannte Alte Kirche             | Allendorf, Luisenstraße 4 LageFlur: 10, Flurstück: 32/1   | Allendorf war bereits im Mittelalter Filialgemeinde von Battenfeld und wurde erst 1964 selbständige Pfarrei. Der den bestehenden Bau datierende Portalstein wird 1740 im Battenfelder Kirchen-Saalbuch beschrieben: „In der Allendörfer Cappel obig der Tür stehet das Wappen eines Wolfangel mit drei Creutze cum ao 1496.“ Ungewiss ist jedoch, ob es sich tatsächlich in allen Teilen um einen Neubau handelt, oder ob ältere Reste integriert wurden. Dendrochronologisch untersucht wurden ein Kopfband im Turm auf 1490 ± 8 Jahre sowie ein Türpfosten am Turm auf um oder nach 1480. Das Holzgewölbe im Langhaus entstand vermutlich um 1700, das Gratgewölbe im Chor wurde 1948/49 erneuert. Als die Alte Kirche nach dem Neubau „Auf dem Loh“ nicht mehr benötigt wurde, entging sie 1965 nur knapp einem Abbruch und konnte trotz zunächst fehlender Nutzung durch einen Förderkreis erhalten werden. 1976 bis 1981 erfolgte die vollständige Renovierung, dabei wurde auch der Fußboden abgesenkt. Der Raum wird heute für Gottesdienste beider Konfessionen, für Ausstellungen und Konzerte genutzt. Kleiner, verputzter Saalbau aus Bruchstein mit wuchtigem Chorostturm, beide Bauteile in der Außenwirkung mit Werksteinecken einheitlich. Kleine Fenster ohne Maßwerk im Chor und in den Traufseiten (mit Sandsteingewänden) gotisch, das breite, rechteckige Fenster der Westseite ist jünger; darüber ein verschieferter Fachwerkgiebel. Die Sandsteinplatte über dem (erneuerten) Portal der Südseite ist sicherlich eine Spolie (einer Grabplatte?), wobei die beiden Wappenschilde – links eine Wolfsangel, rechts ein nicht mehr erkennbares Tier mit drei Zehen an einem Fuß, umgeben von drei Kreuzen – originaler Bestand sind, auf bzw. in die die Jahreszahl „1496“ nachträglich eingetieft wurde. Auch die kleine, einen vorhandenen Platz nutzende Inschrift links der Wappentafeln „Diese Kirch ist neu Erbaut im Jahr“ gehört zu den Ergänzungen. Der Stein der Zeit vermutlich um 1460 bis 1480 wurde wohl erst im 18. Jahrhundert in dieser Form bearbeitet und eingesetzt. Der Chorturm ist im oberen Bereich ohne weitere Öffnungen und vielleicht im Mauerkern älter (vgl. Rengershausen, Viermünden). Verschiefertes Obergeschoss aus Fachwerk und allseitig abgewalmter Turmhelm mit kurzem Längsfirst, nach Norden und Süden mit je einem Erker besetzt; dendrochronologisch auf 1496 datiert. Im Innenraum trennt ein segmentbogenförmiger Balken zwei ungelenk konstruierte Holzgewölbe, die durch hölzerne Schlusssteine und aufgemalte Rippen Kreuzgratgewölbe nachahmen. Die (wirklichen und nur optischen) Trageglieder sowie die Fensterrahmungen sind nach Befund in dunklem Rot gefasst. Der stark eingezogene Chor ist in niedrigem Spitzbogen zum Schiff geöffnet, darüber eine Mauervorkragung und eine Tür in die Turmobergeschosse mit Treppenaufgang von der Nordempore aus. Das (1948/49 erneuerte) Chorgewölbe ohne Anfänger oder Kämpfer. Von der mittelalterlichen Ausstattung ist ein Altarblock aus Bruchstein erhalten. Die dreiseitige Empore auf Ständern, an der Südseite wegen der Kanzel kürzer, ist dendrochronologisch auf 1572 und 1679 ± 8 Jahre datiert, die Balken sind zum Teil zweitverwendet. Brüstungsfüllungen der Westempore und zur Kanzel hin mit Blumenmotiven und stilisierten vegetabilen Formen, vermutlich 18. Jahrhundert. Die Kanzel wohl aus dem 18. Jahrhundert mit Kruzifix nach einer Kupferstichvorlage. Glocke aus dem Jahre 1774, Gießerei Schneidewind in Frankfurt/Main. | 15. und 16. Jahrhundert | 79083 DDB  |
| Bild gesucht BW | Gasthaus                           | Allendorf, Schulstraße 1 LageFlur: 10, Flurstück: 23      | Zweigeschossiges, an der Ecke zum Riedweg auf flachem Werksteinsockel errichtetes, von einem Krüppelwalmdach abgeschlossenes Gasthaus des frühen 19. Jahrhunderts mit jüngerem Anbau. Das Gebäude ist in Ständerbauweise errichtet und mit zweigeschossigem Zwischenständerwerk versehen, das eine breite Gebälkzone mit genuteten Balkenköpfen und gerundeten Füllhölzern einschließt. Die im Erdgeschoss abgearbeiteten Eckständer übernehmen in Höhe des schwellenartigen Langriegels des Obergeschosses dessen Profilierung und verfügen oberhalb davon über ein Rundstabprofil. Im Erdgeschoss ist das Fachwerk durch unterschiedlich lange Streben, im Obergeschoss mittels Mannfiguren und im Giebel von Fußwinkelhölzern ausgesteift. | Beginn 19. Jahrhundert  | 79084 DDB  |
| Bild gesucht BW | Scheune                            | Allendorf, Schulstraße 4 LageFlur: 12, Flurstück: 53      | Den Hofraum rückwärtig abschließende, traufständig zur Straße Ende des 18. Jahrhunderts erbaute Scheune, die mit ihrer Giebelseite in den Straßenraum der Bahnhofstraße hinein wirkt. Der zweifach überkragende Giebel, der ein Satteldach trägt, ist wie das straßenseitige Fachwerk komplett verschiefert. Auf der Rückseite zeigt sich ein zweigeschossiger, auf hohem, abgestuftem Sockel aus Sand- und Bruchsteinen errichteter Fachwerkbau. Das über einer Gebälkzone mit gerundeten Füllhölzern und profilierter Schwelle auskragende Obergeschoss ist ebenso wie das Erdgeschoss durch Mannfiguren ausgesteift, die im Obergeschoss mit gegenläufigen Fußbändern versehen sind. | 18. Jahrhundert         | 79085 DDB  |

### Battenfeld
| Bild            | Bezeichnung                              | Lage                                                                                     | Beschreibung | Bauzeit                   | Objekt-Nr. |
| --------------- | ---------------------------------------- | ---------------------------------------------------------------------------------------- | --- | ------------------------- | ---------- |
| Bild gesucht BW | Jüdischer Friedhof                       | Battenfeld, Auf dem Krögerain (Außerhalb der Ortslage) LageFlur: 9, Flurstück: 156       | Jüdischer Friedhof mit 111 erhaltenen Grabsteinen, Kulturdenkmal aus geschichtlichen und wissenschaftlichen Gründen. | 18. Jahrhundert, um 1777  | 79099 DDB  |
| Bild gesucht BW | Straßenbrücke                            | Battenfeld, Eder LageFlur: 12, Flurstück: 81/1                                           | Die Brücke überspannt mit zwei flachen Bögen aus Eisenfachwerk die seitlich auf Widerlagern, mittig auf einem Pfeiler mit Wellenbrecher aus Sandsteinquadern ruhen, die Eder. Die Fahrbahn liegt oberhalb des Tragwerks. Am mittleren Pfeiler ist eine Inschriftenplatte angebracht: „Erbaut 1883 in zwei Helften ohne Verlegung des Straßenverkehrs“. | 1883                      | 79100 DDB  |
| Bild gesucht BW | Wohnhaus                                 | Battenfeld, Edertalstraße 13 LageFlur: 13, Flurstück: 21                                 | Um die Mitte des 19. Jahrhunderts giebelständig zur Edertalstraße errichtetes, großvolumiges Fachwerkwohnhaus am seitlichen Zugang zum Pfarrhaus. Das zweigeschossige Gebäude erhebt sich über einem massiven Sockelgeschoss und wird hofseitig durch eine zweiläufige Freitreppe erschlossen. Zur Straße zeigt es drei, zur Hofseite fünf heute teilweise verschlossene Fensterachsen. Das stockwerkweise verzimmerte Gebäude wird durch ein dichtes Fachwerkgefüge mit einer Vielzahl steiler geschosshoher Streben gegliedert. Nach oben wird der ohne Überstände abgezimmerte Bau von einem Krüppelwalmdach mit klassizistischen Traufgesimsen abgeschlossen. | Mitte 19. Jahrhundert     | 79087 DDB  |
| Bild gesucht BW | Pfarrhaus                                | Battenfeld, Edertalstraße 15 LageFlur: 13, Flurstück: 20/1                               | Großvolumiges, auf einer Parzelle hinter der übrigen Bebauung giebelständiges, stockwerkweise verzimmertes, zweigeschossiges Fachwerkwohnhaus des ausgehenden 18. Jahrhunderts auf Sandsteinquadersockel. Das Gebäude ist traufseitig im Erdgeschoss verputzt, im Obergeschoss verschiefert und über eine hohe Freitreppe durch eine zweiflügelige historistische Tür erschlossen. Ausgesteift ist das Fachwerk durch weit gespreizte Streben, die mit Kopfwinkelhölzern versehen sind. Bemerkenswert ist die Gebälkzone mit gefasten Balkenköpfen, gerundeten Füllhölzern und Schiffskehlen. Der zweifach überkragende Giebel trägt ein Satteldach mit kleinem Krüppelwalm. | Ende 18. Jahrhundert      | 79088 DDB  |
| Bild gesucht BW | Ehemaliges Backhaus und Schule           | Battenfeld, Edertalstraße 21 LageFlur: 14, Flurstück: 47                                 | 1860 als zweigeschossiger, giebelständiger Bruchsteinbau auf flachem Sockel mit Sandsteinabschluss an der Einmündung der Marktstraße errichtetes Backhaus. Im Obergeschoss fand in der Folgezeit ein Teil des Schulunterrichtes statt. Daher wurde das Backhaus auch kleine Schule genannt. Der von einem flachen Satteldach abgeschlossene Bau verfügt über Fenster mit gekehlten Sandsteinlaibungen und einem Zwillingsfenster im Giebel. An der vierachsigen Traufseite sind in den äußeren Achsen zwei Türen mit profilierten Laibungen und flachen, jüngeren Freitreppen angeordnet. | 1860                      | 79089 DDB  |
| Bild gesucht BW | Wohnhaus                                 | Battenfeld, Edertalstraße 23 LageFlur: 14, Flurstück: 25/3                               | Giebelständiges, breit gelagertes, zweigeschossiges Fachwerkwohnhaus auf hohem Werksteinsockel mit Sandsteineckquaderung. Das giebelseitig verschieferte Gebäude zeigt an der Traufseite Mannfiguren an Eck- und Bundständern sowie eine Gebälkzone mit genuteten Balkenköpfen, gerundeten Füllhölzern und einer profilierten Obergeschossschwelle. Im 18. Jahrhundert entstanden, weist es noch Geschossüberstände auf. | 18. Jahrhundert           | 79090 DDB  |
| Bild gesucht BW | Einhaus                                  | Battenfeld, Edertalstraße 38 LageFlur: 15, Flurstück: 35/5                               | Giebelständiges, zweigeschossiges Einhaus auf einem hohen Werksteinsockel mit Eckquaderung, das weit in die Parzelle reicht. Das Fachwerk des frühen 19. Jahrhunderts ist ohne Geschossüberstände errichtet, komplett verschiefert und von einem Satteldach mit Krüppelwalm abgeschlossen. Erschlossen wird der fünfachsige Wohnteil traufseitig über eine mittige, hohe, zweiarmige Freitreppe. Rückwärtig daran anschließend befindet sich eine breite Toreinfahrt. | Beginn 19. Jahrhundert    | 79091 DDB  |
| Bild gesucht BW | Wohnhaus                                 | Battenfeld, Edertalstraße 44 LageFlur: 15, Flurstück: 22/4                               | Großvolumiges, zweigeschossiges Fachwerkwohnhaus auf Sandsteinquadersockel mit ortstypischer, hoher, zweiarmiger Freitreppe gegenüber der Einmündung des Teichwegs gelegen. Die mittige Eingangsachse wird von zwei paarweise zusammengefassten Fensterachsen flankiert. Das komplett verschieferte neobarocke Gebäude aus der Mitte des 19. Jahrhunderts ist von einem Mansarddach mit mittigem, übergiebeltem Zwerchhaus abgeschlossen. Erbauer des Hauses war der aus Elsoff stammende jüdische Großhändler Levi Dessauer (1846–1924), der kurz nach der Mitte des 19. Jahrhunderts nach Battenfeld übergesiedelt war. | Mitte 19. Jahrhundert     | 79092 DDB  |
| Bild gesucht BW | Ederbrücke                               | Battenfeld, Eisenbahn, Eder, Altes Ederbett LageFlur: 10, 12, Flurstück: 316, 62, 79, 87 | Nordwestlich von Battenfeld als eiserner Gitterträger in Trapezform über die Eder führende Brücke von 1910. Der Gitterträger ruht auf Widerlagern aus Werkstein. Östlich ist eine Vorlandbrücke über die Uferwiesen auf Pfeilern und Widerlagern ebenfalls aus Naturstein angefügt, die über ein durchlaufendes Jugendstilgeländer verfügt. | 1910                      | 79075 DDB  |
| Bild gesucht BW | Ehemalige Volksschule heute Kindergarten | Battenfeld, Heinrich-Sellmann-Straße 6 LageFlur: 14, Flurstück: 8                        | Das großvolumige Gebäude wurde 1938 als neue Volksschule errichtet und wird seit der Eröffnung der Mittelpunktschule 1970 als Kindergarten genutzt. Auf einem Kellergeschoss traufständig zur Straße errichteter, zweigeschossiger Baukörper mit eingeschossigen Eingangsvorbauten an den Giebelseiten. Während die Fenster des verputzten Erdgeschosses gereiht sind, sind die des verschieferten Obergeschosses paarweise zusammengefasst. Das Satteldach ist mit Giebelgauben versehen. | 1938                      | 79093 DDB  |
| weitere Bilder  | Evangelische Kirche, ehemals St. Marien  | Battenfeld, Marktstraße 1 LageFlur: 13, Flurstück: 15                                    | Im gleich in drei Quellen genannten Gefecht bei Laisa und Battenfeld 778 hatten die auf dem Rückmarsch vom Rhein befindlichen Sachsen eine vernichtende Niederlage einstecken müssen. Der Poeta Saxo (um 890) als einer der Chronisten nennt Battenfeld „Baddanfeldun“. Die frühe Nennung als Ort in unmittelbarer Nähe eines Schlachtfeldes, die Lage an einer die Eder querenden Fernstraße sowie die Tatsache, dass die Battenfelder Kirche die Urpfarrkirche des Battenfelder Landes war, lässt auf eine frühe Kirchengründung schließen, möglicherweise auf Eigengut der Konradiner. Nicht nur das Alter, sondern auch die Form der erhaltenen Baureste der Kirche bestätigen eine hervorgehobene Stellung gegen Kirchen des Umlandes. 879 schenkten die Konradiner das Patronat der Battenfelder Marienkirche dem von ihnen 845 gegründeten St.-Severus-Stift in Kettenbach im Aartal, das kurz darauf nach Gemünden im Westerwald verlegt wurde. Patronatsherr war damals vermutlich der Konradiner Graf Berengar. Das Stift, auf das möglicherweise das Marienpatrozinium zurückgeht, hatte das Patronat bis 1462 inne, vergab es aber als Lehen. Um 1200 hatten es die Herren von Leiningen, etwa zwischen 1240 und 1770 die aus Waldeck stammenden und in Berghofen ansässigen Herren von Biedenfeld als Lehen inne, danach nahmen es die Grafen von Solms an sich. Der grundlegende Um- bzw. weitgehende Neubau um bzw. kurz nach 1200 wird der Initiative des 1174 erstmals genannten Werner Graf von Wittgenstein zugeschrieben, der auch die Kommende Wiesenfeld gründete und 1213 oder kurz zuvor starb; politische Verbindungen zu ihm sind aber nicht nachgewiesen. Der Turmhelm stammt aus dem 15. Jahrhundert. Im oder nach dem Dreißigjährigen Krieg wurden die Seitenschiffe abgebrochen. Einer umfangreichen Renovierung 1954 folgte 2000 die Turm-, Dach- und Innenraumsanierung. Kirche und Kirchhof liegen durch einen Baublock geschützt nur wenig abseits der Hauptstraße und der heutigen Ederbrücke unweit nördlich der Eder in der flachen Niederung. Der heutige Kirchhof, der sich nördlich und nordwestlich der Kirche erstreckt, zeigt keine Spuren einer einstigen Befestigung. Alter Pfarrhof auf bemerkenswert großem Areal südlich der Kirche. Vor Abbruch der Seitenschiffe dreischiffige, zweijochige, gewölbte Pfeilerbasilika aus Bruchstein mit Sandsteingliederungen im gebundenen System, Querhaus mit extrem kurzen Armen, Chorjoch mit Sakristei auf der Nordseite und Westturm. Das erhaltene Mittelschiff des Langhauses ist mit scharf gegrateten, leicht gespitzten Gewölben auf Wandschilden versehen, die von einem breiten, ebenfalls spitzen Gurtbogen auf Kastenvorlagen getrennt sind; die Kastenvorlagen tragen blockartige Schuppenkapitelle. Die Wandschilde liegen auf Eckvorlagen, die den Kastenvorlagen beigegebenen sind. Die Gewölbe wurden möglicherweise im Spätmittelalter erneuert; im Gurtbogenscheitel zum Ostgewölbe befindet sich das Doppelwappen von Biedenfeld und von Allendorf. Die am Außenbau sichtbaren Arkaden (nur an der Nordseite gut erhalten) trennen breite Zwischenstützen, in den früheren Durchgängen (heute halb zugemauert, darüber Fenster) einfache Kämpfer aus Plättchen und Schräge. Die Seitenschiffe waren vermutlich ebenfalls gewölbt. Die Südwand im Arkadenbereich mit breitem Portal und ungleichen Fenstern, 17. Jahrhundert; über einem der Fenster befindet sich das Doppelwappen von Allendorf und von Biedenfeld. Obergadenfenster zum Teil später verändert. Das Dachwerk mit Mittelpfostenreihe, sparrenweise schräg stehenden Stuhlsäulen und doppelter Kehlbalkenlage ist möglicherweise im Kern von hohem Alter. Das quadratische Gewölbe des „Querhauses“ ist in rundbogige Unterzüge eingespannt, die auf Kastenvorlagen mit Kapitellen mit Klötzchenfries ruhen. Es liegt etwas tiefer als die Gewölbe im Langhaus und zeigt unregelmäßigere Kappen. Die kurzen Seitenarme, weniger ausladend als ursprünglich die Seitenschiffe, sind mit Quertonnen gedeckt. Ein besonders am Südarm auffälliger Rücksprung der Stirnwand deutet auf eine nachträgliche Aufhöhung für die Wölbung. Der Gurtbogen zwischen Schiff und Vierung ist besonders stark gestaltet: nach Westen sind dem eigentlichen Gurt zwei gestufte Unterzüge auf Vorlagen beigegeben, die dem Raumeindruck eine drückende Schwere vermitteln. Auch der gegenüber liegende östliche Gurtbogen zum Chor wurde mit einem eingestellten zweiten Gurtbogen auf Vorlagen mit flach profilierten Kämpfern in seiner Breite und Höhe erheblich verkleinert. Die Emporen sind über Außentreppen von Westen zugänglich, die Stirnwände mit Halbwalmen versehen. Luthmer bildet im Kirchenlängsschnitt mittig in der nördlichen Stirnwand ein Portal ab, das mit einem Giebeltympanon versehen war und das auch Esterhues nennt; heute befinden sich hier zwei ungleiche Fenster. Bemerkenswert ist die sicherlich zweitverwendet eingebaute figürliche Plastik am Außenbau: Am Nordgiebel das Muldenrelief eines stehenden Ritters mit spitzem Schild, das eingezapfte Schwert in der rechten Hand ist verloren. Daneben ein bärtiger, aus dem Stein vorkragender Männerkopf. An der Ostwand des Südarms flächigerer Männerkopf mit zwei abstehenden Bartteilen. Die Herkunft bzw. der ursprüngliche Bauzusammenhang der Spolien sowie ihr Alter sind ungeklärt. Es zeichnet sich jedoch am Bestand ab, dass im „Querhaus“ vermutlich der Rest einer karolingisch-ottonischen Kirche integriert wurde: ein flach gedeckter Saalbau in etwas mehr als heutiger Scheitelhöhe mit niedrigeren Annexen, die über Schwibbögen angebunden waren. Neben dem Grundriss und den Reliefspolien sprechen dafür auch die Kämpfer (einschließlich die des Gurtbogens im Mittelschiff), die mit ihren in Schuppen oder länglichen Klötzchen aufgelösten, sehr flachen Schrägen und gegrateten Ecken weniger in das frühe 13. als vielmehr in das 9. oder 10. Jahrhundert zu datieren sind. Der Chor ist mit einem kuppeligen, die anderen überragenden Gewölbe das jüngste Bauteil der Kirche und dürfte aus der ersten Hälfte des 13. Jahrhunderts stammen. Er ist in der Grundform leicht längsrechteckig, das Gewölbe ruht mit einfachen Eckvorlagen auf Wandschilden. Zwei gotische Fenster mit Maßwerk, nur das südliche wurde später zur Tür umgebaut (Außentreppe neben dem kleinen Priesterportal), dabei wurde der Teilungsstab der genasten Bahnen unter einem Vierpass entfernt. Ungewöhnlich ist die Mauernische in der östlichen Südwand, die in einen Wandvorsprung eingesetzt ist. Die Sakristei ist mit zwei durch einen nicht gesondert ausgebildeten Gurtbogen miteinander verbundenen, kuppeligen Gewölben versehen, die vermutlich aus dem 13. Jahrhundert stammen. Nur an der Ostseite befindet sich ein Fenster; der Zugang vom Chor aus erfolgt im Westjoch. Alter Riemchenfußboden im Fischgrätverband. Der Turm aus unregelmäßigem Quadermauerwerk ist gegen das Schiff leicht eingezogen und mit dem Gurtbogen zum Schiff in dessen Westwand eingeschoben. Die etwas längsrechteckige, gewölbte Erdgeschosshalle ist ohne Außenzugang; kleines Fenster nach Westen. Das Fehlen von weiteren Fensteröffnungen und eines Glockengeschosses deuten auf einen Fluchtturm (Löcher für Riegelbalken am hochgelegenen Turmaufgang), der aber die ähnlichen Türme von Rengershausen und Viermünden an Höhe deutlich übertrifft. Beherrschender spätgotischer Abschluss aus achtseitigem Spitzhelm und vier großen polygonalen Wichhäuschen von verschiefertem Fachwerk, jedes mit kleinem Spitzhelm gedeckt. Vermutlich noch romanische Steinmensa im Chor möglicherweise aus zweitverwendeten Quadern, auf der Ostseite über dem Boden nachträgliche Inschrift „J•G•BICHMANN•AO•1720•“. Im Nordannex aufgestelltes Holzblatt einer Tür mit geschwungenen Eisenbändern, vermutlich noch romanisch. Sogenannte Alphabetglocke im Turm aus dem 14. Jahrhundert. Triumphkreuz vom Dreinageltyp auf zugehörigem Kreuzbrett mit Vierpassenden und teils originaler Fassung, um 1420/30. Kleineres Kruzifix aus Holz, drittes Viertel 15. Jahrhundert. Möglicherweise noch spätgotischer, polygonaler Kanzelkorb mit Füllungen auf einem Steinsockel, die Aufhöhung mit Handlauf und der Schalldeckel entstammen dem 16. Jahrhundert. Gedrungener Taufstein aus Sandstein in Form eines Kelches, 16. Jahrhundert. Die unteren Emporen beiderseits im Schiff sind inschriftlich von 1661 (vgl. Bromskirchen), auf den Brüstungsfüllungen Apostelbilder, die vier Evangelisten und Luther sowie Wappen adeliger Familien, 1742. Die oberen Emporen und die dreiseitigen im Chor mit Bretterdocken und schlanken runden Docken. Epitaph des Ernst Ludwig Ferdinand von Geismar unter der Orgel, † 1722. Grabstein Johann Georg Bichmann und Maria Sophia Magdalena geb. von Biedenfeld, † 1743/44. Die Orgel 1871 von Jakob Vogt in Korbach mit fünfachsigem Prospekt auf der Westempore von 1815 erbaut. Am Nordannex bzw. nördlichen Querarm außen Grabplatte des Oberförsters Hans Nagel mit von Hirschen gehaltenem Wappen im Ehrenkranz und mit Totenkopf, † wohl 1765. Eine zweite Grabplatte mit zwischen zwei hohe Säulen eingespanntem Rokokospiegel mit (unleserlicher) Schrift, bekrönt von göttlichem Sonnensymbol. |                           | 79094 DDB  |
| Bild gesucht BW | Hofreite                                 | Battenfeld, Marktstraße 22 LageFlur: 14, Flurstück: 2                                    | An der Einmündung der Heinrich-Sellmann-Straße errichtete kleine historistische Hofreite, deren Hofraum sich zur Straßenkreuzung öffnet und diese somit optisch erweitert. Auf nahezu quadratischem Grundriss über einem flachen Sockel und einem Erdgeschoss aus Ziegelmauerwerk erhebt sich das vollständig verschieferte Fachwerkobergeschoss des Wohnhauses. Das dreiachsige Gebäude, dessen segmentbogige Fenster- und Türlaibungen des Erdgeschosses durch Formziegel betont sind, ist zum Hof traufständig orientiert und an der rechten Gebäudeseite über eine Freitreppe durch eine ursprüngliche Haustür mit Glasoberlicht erschlossen. Scheune und Stall sind in einem rechtwinklig zum Wohnhaus und giebelständig an der Heinrich-Sellmann-Straße ausgerichteten Gebäude mit Satteldach zusammengefasst. Auch hier besteht das Erdgeschoss aus Ziegeln, das Obergeschoss aus verschiefertem Fachwerk. | 18. Jahrhundert           | 79095 DDB  |
| Bild gesucht BW | Wohnhaus und Scheune                     | Battenfeld, Marktstraße 23 LageFlur: 13, Flurstück: 1/2                                  | Fachwerkhofreite mit giebelständigem, zweigeschossigem Wohnhaus auf flachem Sandsteinquadersockel und winklig anschließender, zweigeschossiger Scheune. Erschlossen wird das fünfachsige Gebäude traufseitig über eine leicht außermittig angeordnete flache Freitreppe. Dort befindet sich, von zwei schmalen Fenstern flankiert, eine zweiflügelige barocke Rahmenfüllungstür mit feststehendem Glasoberlicht. Sowohl Rahmen als auch Türblätter sind aufwändig mit Voluten, Rocaillen, Sternen und floralen Motiven beschnitzt. Das Fachwerk ist durch Mannfiguren mit gegenläufigen Fußbändern an Eck- und Bundständern ausgesteift. Die Eckständer sind mit Rundstabprofilen, die in floralem Schnitzwerk enden und im Erdgeschoss auf einer Volute, im Obergeschoss auf einer mit Flechtwerk versehenen Basis enden, verziert. Das stockwerkweise verzimmerte Wohnhaus, dessen Obergeschoss über einer Gebälkzone mit genuteten Balkenköpfen, gerundeten Füllhölzern und einer profilierten Schwelle leicht überkragt, ist giebelseitig verschiefert und von einem zweifach überkragenden Giebel mit Krüppelwalmdach abgeschlossen. Links des Scheunentores ist das Erdgeschoss der Scheune aus roten Sandsteinquadern errichtet. Das Fachwerk ist durch Mannfiguren mit gegenläufigen Fußbändern an Eck- und Bundständern ausgesteift. Der Torsturz trägt folgende Inschrift: „Durch Gottes Hilff und Macht erbaut durch Christian Muth und Marga kattarina desen Ehe weib haben Gott vertraut und diese Schair erbaut im jahr anno 1791 den 10ten MayDer Zimer Meister ist geweßen Johan Daniel Schweizer als Erster bau gezimert von Neinkerchen“. | 1791                      | 79096 DDB  |
| Bild gesucht BW | Alte Schule                              | Battenfeld, Rennertehäuser Weg 4 LageFlur: 13, Flurstück: 27/5                           | Aus der Straßenflucht zurückgesetztes, zweigeschossiges, giebelständiges Fachwerkwohnhaus des späten 18. Jahrhunderts mit schmalerem Anbau zur Straße. Das nahezu komplett verschieferte Gebäude zeigt auf der Rückseite des breiteren Bauteils zweigeschossige Eck- und Bundständer mit zweistöckigem Zwischenständerwerk, das in einen Langriegel eingezapft ist. Ausgesteift wird das Fachwerk durch dreiviertel hohe Streben, die im Obergeschoss mit gegenläufigen Fußbändern versehen sind. Je ein übergiebeltes Zwerchhaus mit Krüppelwalm und mehrere Giebelgauben bekrönen beidseitig das mit einem Halbwalm versehene Satteldach. | Ende 18. Jahrhundert      | 130153 DDB |
| Bild gesucht BW | Wohnhaus                                 | Battenfeld, Rennertehäuser Weg 8 LageFlur: 13, Flurstück: 29                             | Giebelständiges, zweigeschossiges, im Erdgeschoss massiv errichtetes, Fachwerkhaus mit Satteldach, dessen Giebelseite verschiefert ist. Der in der Mitte der Traufseite gelegene Eingang mit ursprünglicher Haustür wird von zwei schmalen Fenstern und zwei Toren flankiert. Im Obergeschoss zeigt sich konstruktives Fachwerk mit geschosshohen Streben. Das Gebäude ist in der zweiten Hälfte des 19. Jahrhunderts als Altenteilerhaus auf der breiten Parzelle einer Hofreite, dem Wohnhaus gegenüber, erbaut worden. | 2. Hälfte 19. Jahrhundert | 79098 DDB  |

### Haine
| Bild            | Bezeichnung         | Lage                                                  | Beschreibung | Bauzeit                 | Objekt-Nr. |
| --------------- | ------------------- | ----------------------------------------------------- | --- | ----------------------- | ---------- |
| Bild gesucht BW | Evangelische Kirche | Haine, Neue Straße 5 LageFlur: 10, Flurstück: 51      | Vom Mittelalter bis zum Jahre 1836 zahlten die Hainer ihren Kirchenzehnt an den Pfarrer in Battenfeld, obwohl sie in der Regel die Dienste des Pfarrers aus Röddenau in Anspruch nahmen. Bei dem Kirchenzehnt handelt es sich um Verpflichtungen, die noch aus der Zeit rühren, als Haine vor seiner Zerstörung um 1370 zur Grafschaft Battenberg gehörte. Da jedoch die Neubesiedlung aus dem hessischen Amt Wolkersdorf erfolgte, entstanden hier neue Bindungen zwischen Haine und dem hessischen Dorf Röddenau. 1711 wurde anstelle einer kleinen Kapelle von 1671 über einem hohen Bruchsteinsockel mit Eckquaderungen aus rotem Sandstein eine giebelständige Fachwerkkirche mit Dreiachtelschluss errichtet. Das giebelseitig seit 1755 verschieferte Fachwerk wird durch geschosshohe Streben und Andreaskreuze ausgesteift. Über dem Eingangsportal mit abgefasten Sandsteinlaibungen hat sich eine Inschriftentafel mit Engelskopf verziertem Segmentgiebel, ebenfalls aus rotem Sandstein, erhalten: "Dis Haus zu Dienst und Ehr dem Herrn ist aufgericht das wir der reine Lehr zum Trost und Unterricht der Seelen hoeren an bis man nach dieser Zeit dem Herrn dienen kann dort in der Ewickeit im Jahr 1711" Der überkragende Giebel trägt ein Satteldach mit Krüppelwalm, das durch einen oktogonalen, zweifach gestuften Dachreiter mit Welscher Haube und Wetterfahne bekrönt wird. In den Innenraum, der durch eine Balkendecke mit zwei Längsunterzügen abgeschlossen ist, wurde 1738 die Inneneinrichtung, vermutlich eine Schenkung aus dem Kloster St. Georgenberg, eingebaut. Die Empore mit kassettierter Brüstung, die von abgefasten Pfeilern sowie Bügen abgestützt wird, trägt über dem Altar die Jahreszahl 1671. Die beiden anderen, niedrigeren Emporen, die an der Längswand und über der Tür angebracht sind stammen aus einer Umbauphase des Jahres 1743. Seit dem Einbringen eines Betonbodens stehen die Emporenpfeiler auf Sockeln. Die Kanzel ruht auf einem Pfeiler mit Volutenknaggen und ist mit einem Schalldeckel, der an der Balkendecke aufgehängt ist, versehen. In der Wandfläche oberhalb des Altares, einer barocken auf vier Balustern ruhenden Steinmensa mit der Datierung 1671 in der Bodenplatte, sind fünf Puttenköpfe in die Wand eingelassen, die einschließlich der Wandstücke, in denen sie sitzen, aus anderen Kirchen hier eingebaut wurden. 1978 erfolgte der Einbau einer neuen Orgel der Firma Bosch. Die Kirchenbänke sind 1984 im Zuge einer umfassenden Sanierung der Kirche erneuert worden. | 1711                    | 79102 DDB  |
| Bild gesucht BW | Wohnhaus            | Haine, Neue Straße 7 LageFlur: 10, Flurstück: 33/14   | Am Bach hinter der Bebauung des Neuen Weges auf einer zurückgesetzten Parzelle um 1800 errichtetes, zweigeschossiges Fachwerkwohnhaus auf verputztem hohen Sockel. Das stockwerkweise abgezimmerte Fachwerk ist durch unterschiedlich hohe Streben sowie Mannfiguren an der Traufseite des Obergeschosses ausgesteift und von einem Satteldach abgeschlossen. Die Eckständer des Erdgeschosses sind mit Rundstabprofil, im Obergeschoss mit Taustabprofil beschnitzt, die Schwelle zum Obergeschoss mit einer Profilierung versehen. Erschlossen wird das Gebäude über eine hohe, teilweise überbaute Freitreppe. | um 1800                 | 79103 DDB  |
| Bild gesucht BW | Wohnhaus            | Haine, Neue Straße 13 LageFlur: 10, Flurstück: 38/4   | Aus der Straßenflucht zurückgesetztes, traufständiges, mit Satteldach abgeschlossenes Wohnhaus, das über eine hohe, teilweise überbaute Freitreppe erschlossen ist. Über einem massiv gemauerten Sockelgeschoss erheben sich zwei Geschosse in konstruktivem Fachwerk mit geschosshohen Streben. Das zweite Obergeschoss ist komplett verschiefert. Im Rähm des ersten Obergeschosses befindet sich folgende Inschrift: „Der Zimmermeister war Johannes Jesberg aus Roeddenau Anno 1833 den 8ten Mai“ | 1833                    | 79105 DDB  |
| Bild gesucht BW | Ehemalige Schule    | Haine, Röddenauer Weg 2 LageFlur: 10, Flurstück: 30/6 | Das wohl älteste Gebäude des Dorfes stand zuvor an anderer Stelle. 1765 als Schulhaus erworben, wurde es 1816 dort abgerissen und am Bach wieder aufgebaut. Es handelt sich um einen zweigeschossigen Fachwerkbau auf niedrigem Sockelgeschoss aus Werkstein mit Sandsteineckquaderung. Das nahezu komplett verschieferte, bzw. verkleidete Gebäude zeigt an der Giebelseite einfaches Fachwerk mit Mannfigur am Eckständer, der mit einer Kartusche beschnitzt ist. 1846 baulich erweitert, indem es in der Mitte durchgesägt und dort vier Gebinde eingefügt wurden, ist das Haus seit 1898 in Privatbesitz. | 1765, Wiederaufbau 1816 | 79106 DDB  |
| Bild gesucht BW | Einhaus             | Haine, Röddenauer Weg 6 LageFlur: 10, Flurstück: 25/9 | Giebelständiges, von der Straße zurückgesetztes Einhaus auf massiv gemauertem, heute zum Erdgeschoss erweitertem hohen Sockel. Darüber erheben sich zwei stockwerkweise verzimmerte Fachwerkgeschosse, die durch weit gespreizte Streben einerseits mit Halsriegeln und Kopfhölzern im ersten andererseits mit gegenläufigen Fußbändern im zweiten Obergeschoss ausgesteift werden. Das zweite Obergeschoss und der Giebel kragen über einer breiten Gebälkzone mit genuteten Balkenköpfen und gerundeten Füllhölzern aus. Bemerkenswert sind Rundstabprofil und Sterne des Eckständers im ersten Obergeschoss. Das heute als Wohnhaus genutzte, 1807 von Paulus Truß errichtete Gebäude wird gegenüberliegend von einer zweigeschossigen Scheune des späten 19. Jahrhunderts ergänzt, deren konstruktives Fachwerk auf einem massiven Erdgeschoss ruht. | 1807                    | 79107 DDB  |

### Osterfeld
| Bild            | Bezeichnung | Lage                                                                         | Beschreibung | Bauzeit                 | Objekt-Nr. |
| --------------- | ----------- | ---------------------------------------------------------------------------- | --- | ----------------------- | ---------- |
| Bild gesucht BW | Forsthaus   | Osterfeld (Gemarkung Allendorf), Forststraße 3 LageFlur: 19, Flurstück: 10/3 | Im Jahre 1774 erhielten drei Allendorfer Bürger vom Landgrafen in Darmstadt die Erlaubnis, sich auf seinem Land in Osterfeld auf Erbleihgütern anzusiedeln. Die Ansiedlung wuchs nur allmählich und hatte im Jahre 1895 erst 32 Einwohner. Wenige Jahre nach dieser ersten Erfassung der Bewohner wurde 1903 am Rand des Ortes ein massives Forsthaus errichtet, dessen Wirtschaftsteil im Jahre 1942 abbrannte und neu errichtet wurde. An den niedrigen, fünfachsigen Wohnteil schließt sich rückwärtig ein ebenfalls auf einem flachen Werksteinsockel errichteter Wirtschaftsteil, bestehend aus einer Scheune und einem Stall an. Um den Wirtschaftsteil auch für Heuwagen befahrbar zu machen, wurde ein Drempelgeschoss aus Fachwerk aufgesetzt. Bestandteil der Anlage ist ein dem Haupthaus gegenüber liegender Stall aus Ziegelmauerwerk mit einem flachen Fachwerkdrempel und steilem Satteldach. | 1903, Wiederaufbau 1942 | 79180 DDB  |

### Rennertehausen
| Bild            | Bezeichnung                                | Lage | Beschreibung | Bauzeit                   | Objekt-Nr. |
| --------------- | ------------------------------------------ | --- | --- | ------------------------- | ---------- |
| Bild gesucht BW | Sachgesamtheit Be- und Entwässerungssystem | Rennertehausen, Auf den Pfützen, Zu Allershausen, Vor der Hundsweide, Salbach, In der Senftenhute, In der langen Wiese, Im Hütchen, Hundswiese, Eder, Aufm Schneidersacker, Auf dem Steinacker LageFlur: 16, 17, 18, 19, 25, Flurstück: 189, 190, 193, 207, 210, 211, 212, 213, 143, 225, 226, 249, 252/3, 256, 222/1, 247, 253, 117, 201, 215, 220, 222, 223, 228, 231/219, 232/219, 233/219, 255 | Die im Jahr 1872 gegründete „Genossenschaft zur Melioration der Wiesen am linken Ederufer zwischen Rennertehausen und der Hatzbachmühle“, die sich aus Wiesenbesitzern von Rennertehausen und Birkenbringhausen zusammensetzte, baute nach 1871 entstandenen Plänen des Bezirks-Wiesenbaumeisters Claas in den folgenden Jahren ein Bewässerungssystem. Dazu wurde zunächst ein Teil der Wiesen planiert und ungefähr vier Kilometer Gräben ausgehoben. Ein Grundwehr in der Eder ermöglicht das Aufstauen des Wassers, das durch zehn große Schützenwehre gesteuert auf die Wiesen verteilt werden kann. Bemerkenswert ist der Kreuzungspunkt des Grabensystems mit dem Salbach, bei dem der Bewässerungsgraben in einer Brücke über den Bach geführt wird. 1875 erfolgte die erste Flutung des Grabensystems, die danach regelmäßig bis in die 1980er Jahre durchgeführt wurden. Heute sind die kleineren Gräben verlandet, jedoch noch deutlich in der Landschaft ablesbar geblieben, während die Hauptgräben weiterhin Wasser führen. | ab 1872                   | 722417 DDB |
| Bild gesucht BW | Rennertehäuser Mühle                       | Rennertehausen, Auf der Mühlwiese, Mühlenstraße 40, Rennertehäuser Mühle LageFlur: 26, Flurstück: 106, 213 | Die erste datierte urkundliche Erwähnung eines Müllers zu Rennertehausen erfolgte 1575 in Zusammenhang mit einer Taufe. Der zunächst mit einem Strauchwehr zur Eder abgetrennte Mühlgraben der Mahl-, Schlag- und Schneidmühle erhielt 1865 durch den Müller Alexander Wickenhöfer und dessen Ehefrau ein Steinwehr, das den Ederhochwassern besser standhalten konnte. Eine 1916 erbaute Energieanlage für Gleichstrom lieferte ab 1917, bis zum Anschluss an das Kreisnetz Frankenberg im Jahre 1922, den Strom für das erste elektrische Licht in Rennertehausen. 1969 wurde zum Betrieb der vorhandenen Turbine ein Generator eingebaut und der gewonnene Strom seitdem ins Stromnetz eingespeist. Die heutigen Mühlengebäude der südlich des Ortes gelegenen bis 1968 als Mühle betriebenen Anlage wurden 1927 errichtet. Das aus Ziegeln dreigeschossig erbaute und durch einfache Ziegelbänder zwischen den Geschossen horizontal gegliederte Mühlengebäude ist von einem Mansarddach abgeschlossen. Bemerkenswert ist die komplett erhaltene technische Ausstattung. Zum Denkmalumfang gehört auch das den Hof rückwärtig abschließende, traufständige, zweigeschossige Wohnhaus, dessen Fachwerkobergeschoss sich über einem massiven Erdgeschoss erhebt sowie das eingeschossige, dem Mühlengebäude vorgelagerte giebelständige Fachwerkgebäude. | ca. 1575                  | 79863 DDB  |
| Bild gesucht BW | Wohnhaus                                   | Rennertehausen, Grünweg 3 LageFlur: 1, Flurstück: 151/4 | Giebelständiges, zweigeschossiges Fachwerkwohnhaus gegenüber der Einmündung der Jägerstraße um 1800 über einem hohen Sockel errichtet. Das über eine traufseitig angeordnete Freitreppe durch einen jüngeren Windfang erschlossene Gebäude ist stockwerkweise mit Überständen verzimmert. Genutete Balkenköpfe und gerundete Füllhölzer prägen die Gebälkzonen. Die Fachwerkkonstruktion ist durch Mannfiguren an den Eckständern und Dreiviertelstreben an den Bundständern, im Obergeschoss zusätzlich mit gegenläufigen Fußbändern, ausgesteift. Der zweifach überkragende, von einem Satteldach abgeschlossene Giebel ist mit Winkelhölzern versehen, die vor allem das Brüstungsgefach unterhalb des mittigen Fensters betonen. | um 1800                   | 79109 DDB  |
| Bild gesucht BW | Wohnhaus                                   | Rennertehausen, Hauptstraße 26 LageFlur: 1, Flurstück: 668/4 | Das an einem Knick der Hauptstraße, der gleichzeitig Abzweig der Schuhmacherstraße ist, abgewinkelt zur Straße und leicht in den Straßenraum ragende, zweigeschossige Fachwerkgebäude bildet mit seiner Traufseite einen optischen Abschluss der östlich verlaufenden Hauptstraße. Über einem verputzten und mit Quadermalerei versehenen Sockel erheben sich stockwerkübergreifende Gefügeständer, in die ein zweigeschossiges Zwischenständerwerk mit Langriegeln eingezapft ist. Das Fachwerk ist durch Mannfiguren an Eck- und Bundständern ausgesteift und zeigt profilierte Langriegel sowie genutete Balkenköpfe. Ein durch Kopfwinkelhölzer gesicherter Sturzbalken mit der Inschrift: „Der Segen den uns Gott giebt hier auf Erden der soll hier ein gescheuert werden“ markiert eine ehemalige Tordurchfahrt und belegt die ursprüngliche Nutzung eines Gebäudeteils als Scheune. Seitlich des zugesetzten Tores befindet sich ein durch eine hohe Freitreppe erschlossener, jüngerer Windfang. Das giebelseitig verschieferte Gebäude des späten 18. Jahrhunderts wird von einem flachen Satteldach abgeschlossen. | Ende 18. Jahrhundert      | 79110 DDB  |
| Bild gesucht BW | Hofreite                                   | Rennertehausen, Hauptstraße 30 LageFlur: 1, Flurstück: 626/2 | Fachwerkhofreite mit giebelständigem, zweigeschossigem Wohnhaus über einem Bruchsteinsockel mit rechtwinklig angesetzter, den Hofraum rückwärtig abschließender, zweigeschossiger Scheune in konstruktivem Fachwerk mit hoher Toreinfahrt. Beide Gebäude sind von Satteldächern abgeschlossen. Das giebelseitig verschieferte Wohnhaus aus dem frühen 19. Jahrhundert zeigt an der Traufseite stockwerkübergreifende Ständer mit zwischengesetzten Langriegeln zur Geschosstrennung. Ausgesteift ist das ohne Überstände verzimmerte Fachwerk durch Dreiviertelstreben, die mit gegenläufigen Fußbändern versehen sind. Die mittig über eine Freitreppe erschlossene, zweiflüglige historistische Eingangstür wird seitlich in beiden Geschossen von je zwei paarweise zusammengefassten Fenstern flankiert. | Beginn 19. Jahrhundert    | 79111 DDB  |
| Bild gesucht BW | Wohnhaus und Scheune                       | Rennertehausen, Hauptstraße 35 LageFlur: 1, Flurstück: 639/3 | In der Sichtachse der Schuhmachergasse an der Einmündung des Feldhardswegs giebelständig zur Hauptstraße errichtetes, zweigeschossiges Fachwerkwohnhaus des frühen 19. Jahrhunderts, das in jüngerer Zeit firstparallel verlängert und um eine winklig angesetzte Scheune erweitert wurde. Das giebelseitig verschieferte Wohnhaus ist über dem hohen Werksteinsockel mit Sandsteineckquaderung ohne Überstände mit stockwerkübergreifenden Gefügeständern, zwischen die ein Zwischenständerwerk mit Langriegeln anstelle von Rähm und Schwelle eingezapft ist, versehen. An den Gefügeständern wird die Profilierung des Langriegels, der mit einer nicht mehr lesbaren Inschrift versehen ist, übernommen. Die fünfachsige, mittig über eine hohe zweiarmige Freitreppe erschlossene Fassade wird mittels Dreiviertelstreben ausgesteift und von einem Satteldach abgeschlossen. Die zwei stockwerkweise verzimmerten Geschosse der Scheune erheben sich über einem geschosshohen Sockel. Das konstruktive Fachwerk ist durch geschosshohe Streben ausgesteift. | Beginn 19. Jahrhundert    | 79112 DDB  |
| Bild gesucht BW | Ehemalige Scheune                          | Rennertehausen, Hauptstraße 49 LageFlur: 1, Flurstück: 81/1 | Über einem verputzten Sockel errichteter, giebelständiger, zweigeschossiger, im traufseitigen Erdgeschoss massiv erneuerter Fachwerkbau, dessen Funktion als Scheune am zugesetzten Tor ablesbar geblieben ist. Die Torständer und der Sturz sind mit einer umlaufenden Profilierung versehen; der Torsturz trägt folgende Inschrift: „Johann Battenfeld und Anna (…) Cattarina dessen frau haben Gott vertraut und diese Scheune erbaut. Der Zimmermeister ist geweßen Heinrich Wirth von Allendorf der 6 maj anno 1808“. Überkragende Gebälkzonen mit genuteten Balkenköpfen und gerundeten Füllhölzern prägen die Giebelfassade, die von einem Satteldach abgeschlossen wird. Ausgesteift ist Fachwerk durch unterschiedlich hohe Streben. | 1808                      | 79113 DDB  |
| Bild gesucht BW | Scheune                                    | Rennertehausen, Hauptstraße 57 LageFlur: 1, Flurstück: 90/7 | Eine in Ständerbauweise über einem flachen, teilweise verputzten Sandsteinquadersockel errichtete zweigeschossige Scheune, deren auf die Hauptstraße ausgerichtete Giebelseite komplett verschiefert ist. Ein hohes Tor, über dem eine dreieckige Ladeluke angebracht ist, erschließt das Gebäude vom Hof aus. Das Erdgeschoss ist rechts des Tores massiv erneuert und in Firstrichtung nach hinten verlängert worden. Während der Anbau mit geschosshoher Strebe im frühen 20. Jahrhundert entstand, ist das übrige Fachwerk mit Dreiviertelstreben noch dem frühen 19. Jahrhundert zuzurechnen. | Beginn 19. Jahrhundert    | 79114 DDB  |
| Bild gesucht BW | Wohnhaus                                   | Rennertehausen, Hauptstraße 63 LageFlur: 1, Flurstück: 160/7 | Einen tiefen Hofraum rückwärtig abschließendes, traufständiges Fachwerkwohnhaus. Über einem verkleideten Sockel erheben sich zwei stockwerkweise abgezimmerte Geschosse mit aufwendiger Gebälkzone, die mit abgefasten Balkenköpfen sowie profilierten Füllbrettern und beschnitzter Obergeschossschwelle versehen ist. Das Fachwerk ist symmetrisch aufgebaut und durch weit geschwungene Streben mit Kopfhölzern ausgesteift. Erschlossen wird das von einem Satteldach abgeschlossene Gebäude aus der Mitte des 18. Jahrhunderts durch eine mittige angeordnete, zweiflüglige historistische Tür. | Mitte 18. Jahrhundert     | 79115 DDB  |
| Bild gesucht BW | Wohnhaus                                   | Rennertehausen, Hauptstraße 65 LageFlur: 1, Flurstück: 164/2 | Das von der Straße zurückgesetzte und leicht winklig dazu traufständig errichtete Fachwerkwohnhaus erhebt sich über einem hohen Kellergeschoss aus Sandsteinquadern, in dem auch die Erschließung untergebracht ist. Im Obergeschoss wird das dichte Fachwerk von Mannfiguren an Eck- und Bundständern ausgesteift, während im Erdgeschoss nur ein Kopfwinkelholz und eine Strebe vorhanden sind. Einzige Ausschmückung, des in der ersten Hälfte des 19. Jahrhunderts entstandenen Baus, stellt die Gebälkzone mit profilierter Schwelle, gerundeten Balkenköpfen und Füllhölzern dar. | 1. Hälfte 19. Jahrhundert | 79116 DDB  |
| Bild gesucht BW | Wohnhaus                                   | Rennertehausen, Hauptstraße 67 LageFlur: 1, Flurstück: 176/1 | An der Ecke zum Grünweg traufständig zur Hauptstraße errichtetes, zweigeschossiges Fachwerkwohnhaus mit Satteldach. An den Ecken sind geschossübergreifende Ständer vorhanden, in die ein Langriegel, der die Funktion von Rähm und Schwelle übernimmt, eingezapft ist. Die Profilierung des Langriegels setzt sich über den Eckständer fort. Ausgesteift wird das Fachwerk aus der zweiten Hälfte des 18. Jahrhunderts durch geschosshohe Streben im Erdgeschoss sowie Dreiviertelstreben im Obergeschoss. Die zur Straße ausgerichtete Traufseite, in der sich auch der Eingang befindet, ist im Erdgeschoss massiv erneuert, die Giebelseite ab dem Obergeschoss verkleidet. | 2. Hälfte 18. Jahrhundert | 79117 DDB  |
| Bild gesucht BW | Wohnhaus                                   | Rennertehausen, Hauptstraße 69 LageFlur: 1, Flurstück: 175/5 | Den zur Straße offenen Hofraum rückwärtig abschließendes, traufständiges, zweigeschossiges Fachwerkwohnhaus aus der zweiten Hälfte des 18. Jahrhunderts auf einem flachen Sandsteinsockel. Es ist mittig durch eine zweiflügelige klassizistische Haustür mit feststehendem Glasoberlicht erschlossen. Das dichte Fachwerkgefüge ist durch stockwerkübergreifende Eckständer mit Langriegeln, in die zweigeschossiges Zwischenständerwerk eingezapft ist, aufgebaut. Die Langriegel der Trauffassade bilden eine Gebälkzone mit gerundeten Füllhölzern und durch Perlstäbe im oberen Langriegel betonte Balkenköpfe aus, demgegenüber ist an der Giebelseite nur ein Langriegel zur Geschosstrennung vorhanden. Der rechte Eckständer ist in Höhe der Gebälkzone konsolartig abgebeilt. Anstelle der stark geschwungenen Streben mit Kopfwinkelhölzern an der Schauseite übernehmen an der Giebelseite einfache geschosshohe Streben ihre Funktion. | 2. Hälfte 18. Jahrhundert | 79118 DDB  |
| Bild gesucht BW | Scheune                                    | Rennertehausen, Im Wiesenhof (Rennerteh) 2 LageFlur: 1, Flurstück: 599 | Zweigeschossige, giebelständige, mit ihrer Erdgeschossfassade dem Straßenverlauf angepasste Scheune, deren Hofraum sich zur Straße öffnet und den Zugang zu den rückwärtig im Hof errichteten Gebäuden gewährt. Es handelt sich bei der Fachwerkkonstruktion des späten 17. Jahrhunderts um eine Mischform aus Ständer- und Stockwerkbau. Das Obergeschoss der Giebelfassade kragt linksseitig über das Erdgeschoss aus und ist dort stockwerkweise verzimmert, die anderen Ecken verfügen über durchlaufende Ständer, von denen der straßenseitige konsolartig abgearbeitet ist. Während das zweigeschossige konstruktive Zwischenfachwerk an den Traufseiten in einen einzigen Langriegel eingezapft ist, gibt es an der Giebelseite ein Rähm und eine mit Schiffskehlen beschnitzte Schwelle. Die auskragenden, an ihren Vorderseiten abgefasten Deckenbalken ruhen auf geschwungenen Knaggen und Bügen. Ausgesteift wird die, sich über einem abgestuften Bruchsteinsockel erhebende, Fachwerkkonstruktion durch weit gespreizte Dreiviertelstreben. Vom Hof aus sind Wohn- und Scheunenteil durch Brettertüren, bzw. ein Tor erschlossen. | Ende 17. Jahrhundert      | 79119 DDB  |
| Bild gesucht BW | Evangelische Kirche und Zehntscheune       | Rennertehausen, Im Wiesenhof (Rennerteh) 3 LageFlur: 1, Flurstück: 57/1 | Rennertehausen gehörte zum Kirchspiel Battenfeld, so dass alle Bewohner über Jahrhunderte nach Battenfeld zum Gottesdienst gehen mussten. Erst im Jahre 1711 wird im Amtssaalbuch von Battenfeld eine Kapelle in Rennertehausen erwähnt, in der Hochzeiten und Beerdigungen abgehalten wurden. Folgend der Battenfelder Pfarrchronik wurde die Kapelle in Rennertehausen im Jahre 1609 errichtet und erhielt 1616 eine eigene Glocke. Das Gebäude wurde immer sowohl als Kirche wie auch zugleich als Zehntscheune genutzt. Die im Inneren eines Baublocks stehende, rechteckige Kirche erhebt sich mit drei Fachwerkgeschossen über einem Sandsteinquadersockel. Drei Seiten sind verschiefert, die Ostfassade ist fachwerksichtig. Das dichte konstruktive Fachwerk ist in den unteren beiden, in Ständerbauweise zusammengefassten Geschossen einfach, im oberen Stockwerk zweifach verriegelt und durch geschosshohe Streben ausgesteift. Einzige Zierelemente sind die profilierten Schwellen. Während im Osten nur zwei Klappen im höheren, oberen Stockwerk vorhanden sind, sind die übrigen Fassaden mit einer unregelmäßigen Durchfensterung versehen. Erschlossen ist die Kirche jeweils mittig an den Fassaden im Süden und Westen. Zweifach auskragende Giebel tragen ein Satteldach mit verschiefertem, quadratischen Dachreiter mit Spitzhelm auf dem westlichen Teil des Daches. Der von außen sichtbare dreigeschossige Aufbau gliedert sich im Inneren in die beiden unteren, den Kirchraum mit einer dreiseitigen Empore bildenden Geschosse und ein Speichergeschoss. Der Kirchenraum ist von einer Balkendecke mit Mittelunterzug abgeschlossen. Dabei sind die Deckenbalken mit einer Sandsteinquader imitierenden Malerei und Blüten versehen. Rechts gegenüber dem Eingang trägt eine achteckige Stütze die Kanzel, die über eine Sandsteintreppe im rechtsseitigen Kirchenstand erschlossen wird. Auf der Kanzel befindet sich folgende Inschrift:„Anno domini 1609 HMOGK P.Anno aetatis 41 22 Septembris“. 1878 wird die Kirche innen umgebaut und dabei Eisenständer in Form einfacher oder kannelierter Säulen mit Kapitellen für die Emporen eingefügt. 1960 und 1966 erfolgen weitere Renovierungen. 1961 wird gegenüber dem Eingang eine Orgel von Wolfgang Böttner aus Frankenberg eingebaut. Die Decke des Speicherraums ist durch drei Unterzüge gestützt, deren mittlerer bauzeitlich, die beiden flankierenden jüngeren Datums sind und wohl den Turm tragen. Nach der Kirche in Wagenfurth an der Fulda ist die Rennertehäuser Kirche die zweitälteste Fachwerkkirche mit Speichergeschoss in Hessen. | ab 1609                   | 79120 DDB  |
| Bild gesucht BW | Backhaus                                   | Rennertehausen, Im Wiesenhof (Rennerteh) 9 LageFlur: 1, Flurstück: 63 | Letztes von drei Backhäusern des Ortes, das giebelständig zur Straße aus lagenhaft vermauerten Sandsteinen Anfang des 19. Jahrhunderts erbaut wurde. Mittig angeordnet befindet sich eine Laibung aus gefasten Sandsteinquadern, darüber ein Segmentbogen aus Ziegelsteinen. Der Ofen wurde 1935 erneuert. Das Backhaus verengt von der Mühlenstraße kommend den Straßenraum und stellt einen optischen Abschluss an der Straßenbiegung dar. | Beginn 19. Jahrhundert    | 79121 DDB  |
| Bild gesucht BW | Wohnhaus                                   | Rennertehausen, Im Wiesenhof (Rennerteh) 14 LageFlur: 1, Flurstück: 597/6 | An einem Bogen der Straße Im Wiesenhof über einem flachen, verputzten Sockel errichtetes, giebelständiges, zweigeschossiges Fachwerkwohnhaus, das den südlichen Teil der Straße nach Westen optisch abschließt. Das Erdgeschoss wurde teilweise massiv erneuert, im überkragenden Obergeschoss und Giebel zeigt sich jedoch regelmäßig aufgebautes Fachwerk des frühen 19. Jahrhunderts mit Mannfiguren mit Gegenstreben zur Aussteifung. Die Giebelfassade wird an den Bundständern des Obergeschosses durch eine antithetisch symmetrische Fachwerkfigur aus Streben, Halsriegeln und Kopfwinkelhölzer in der Mitte bestimmt, im Giebel durch mehrere Winkelhölzer und Kurzstreben. Bemerkenswert sind auch die Gebälkzonen mit gerundeten Füllhölzern und profilierten Schwellen. | Beginn 19. Jahrhundert    | 79122 DDB  |
| Bild gesucht BW | Wohnhaus                                   | Rennertehausen, Im Wiesenhof (Rennerteh) 22 LageFlur: 1, Flurstück: 2/2 | Auf einer Parzelle südlich hinter den Straßenzug bildenden Hofreiten errichtetes, zweigeschossiges Fachwerkwohnhaus mit giebelseitiger Verschieferung, von einem Krüppelwalmdach abgeschlossen. Über einem nahezu geschosshohen, verkleideten Sockel erhebt sich ohne Überstände regelmäßig stockwerkweise verzimmertes, zweifach verriegeltes Fachwerk, das durch Strebefiguren aus Zweidrittelstreben mit gegenläufigen Fußbändern und Kopfwinkelhölzern ausgesteift wird. Die Fenster der achtachsigen Trauffassade sind paarweise zusammengefasst. Auffällig ist dort die über eine hohe, zweiarmige Freitreppe erschlossene, zweiflügelige historistische Rahmen-Füllungs-Tür mit feststehendem Glasoberlicht und integrierter Beleuchtung, die von zwei hochrechteckigen Flurfenstern flankiert wird. Das wohl nur wenige Jahre zuvor vom Bauunternehmer Arnold errichtete Haus ging im Jahre 1829 in den Besitz des jüdischen Händlers und Brandweinherstellers Benedikt Blumenthal aus Battenfeld über, dessen Familie bis in das frühe 20. Jahrhundert auf dem Anwesen „Blumenthals Bitter“ herstellen ließ. 1936 kaufte die Gemeinde das Haus und stellte es dem Reichsarbeitsdienst zur Verfügung, seit 1965 ist wieder in Privatbesitz. | 1829                      | 79123 DDB  |
| Bild gesucht BW | Wohnhaus                                   | Rennertehausen, Mühlenstraße 1 LageFlur: 1, Flurstück: 347/4 | Gegenüber der Einmündung der Straße Im Wiesenhof in der Mitte des 19. Jahrhunderts errichtetes, zweigeschossiges Fachwerkhaus auf einem hohen, massiven Sockel. Das an einem Knick der Mühlenstraße erbaute Haus wirkt sowohl mit seiner Traufseite als auch mit der Giebelseite optisch auf den Straßenraum und bildet zusammen mit seiner, in jüngerer Zeit stark umgebauten, übereck gestellten Scheune eine platzartige Erweiterung der Mühlenstraße. Das traufseitig fünfachsige Wohnhaus verfügt über ein dichtes konstruktives Fachwerkgefüge mit steilen geschosshohen Streben und einer durch eine zweiläufige Freitreppe betonte, mittige Erschließung. | Mitte 19. Jahrhundert     | 79124 DDB  |
| Bild gesucht BW | Wohnhaus                                   | Rennertehausen, Mühlenstraße 5, Mühlenstraße 5a LageFlur: 1, Flurstück: 352/1 | In zweiter Reihe hinter der Parzelle von Mühlenstraße 7 errichtetes, zweigeschossiges Fachwerkwohnhaus mit kräftigen Hölzern. Der nahezu geschosshohe Sockel ist mit jüngerem polygonalem Mauerwerk versehen und enthält an der Traufseite die Erschließung sowohl des Kellers als auch des Wohnbereiches. Während das Erdgeschoss nur an den Eckständern und oberhalb des Eingangs über Dreiviertelstreben und Kopfwinkelhölzer verfügt, ist das über einer Gebälkzone mit gerundeten Balkenköpfen sowie profilierten Füllhölzern und Schwellen rundum auskragende Obergeschoss von Mannfiguren mit Gegenstreben bestimmt. Der ebenfalls überkragende, verschieferte Giebel trägt die Inschrift: „Anno 1745“. | 1745                      | 79125 DDB  |
| Bild gesucht BW | Wohnhaus und Stall                         | Rennertehausen, Mühlenstraße 8 LageFlur: 1, Flurstück: 10/7 | An der Einmündung der Straße Im Wiesenhof errichtete Fachwerkhofreite mit zu dieser traufständigem Wohnhaus. Das schmale, lang gestreckte, zweigeschossige Fachwerkwohnhaus des 18. Jahrhunderts erhebt sich über einem verputzten Sockel und ist sekundär firstparallel um drei Gebinde verlängert worden. Der Zugang erfolgt hofseitig über einen jüngeren Windfang vor der komplett verschieferten Fassade. Das völlig symmetrisch aufgebaute Fachwerk mit gleichmäßiger Durchfensterung wird an den Eckständern durch weit geschwungene Streben mit Kopfwinkelhölzern ausgesteift. Bemerkenswert ist der gekerbte Eckständer des Erdgeschosses und die Gebälkzone am Übergang zum Obergeschoss, die mit gerundeten Füllhölzer zwischen abgefasten Balkenköpfen, die in der profilierten Schwelle durch Perlstäbe betont sind, versehen ist. Besonders in Erscheinung tritt das breite Traufgesims, das am Giebel eigens verdacht ist. Die zu einem Paar zusammengefassten hochrechteckigen Fenster im Giebel werden von kleinen, in die Traufecken eingepassten Fenstern flankiert und von Kopfwinkelhölzern und ehemaligen Taubenöffnungen bekrönt. Hinter dem Wohnhaus schließt sich nahezu im rechten Winkel die jüngere, als Ständerbau errichtete, zweigeschossige Scheune an, die durch mehrere Tore und Klappen geprägt wird. Daran angebaut ist ein Stall mit massiv gemauertem, verputztem Erdgeschoss und Fachwerkdrempel. Der Hof verfügt noch über eine ursprüngliche Kopfsteinpflasterung, die ebenfalls zum Denkmalumfang gehört. | 18. Jahrhundert           | 79126 DDB  |
| Bild gesucht BW | Wohnhaus und Scheune                       | Rennertehausen, Mühlenstraße 19 LageFlur: 1, Flurstück: 375/14 | Fachwerkhofreite bestehend aus einem weit an den linken Rand des Hofraumes zurückgesetzten, zweigeschossigen, giebelständigen Wohnhaus und einer rechtwinklig dazu angeordneten, freistehenden, traufständigen, ebenfalls zweigeschossigen Scheune. Durch die Positionierung auf der Parzelle öffnet sich der Hof zur Straße und erweitert optisch den Straßenraum. Das Wohnhaus ist über einem flachen, verputzten Sockel stockwerkweise mit großem Überstand abgezimmert; das Erdgeschoss im hinteren Bereich massiv erneuert. Während die Giebelseite verschiefert ist, zeigt sich an den Traufseiten ein stark dimensioniertes Fachwerkgefüge des 18. Jahrhunderts mit verschieden hohen Streben zur Aussteifung. Die Gebälkzone verfügt über abgerundete Füllhölzer und Balkenköpfe, die durch Perlstäben in der profilierten Obergeschossschwelle betont sind. Die Scheune erhebt sich als dreizoniger Ständerbau über einem flachen Sandsteinsockel. An den Seiten sind in die Gefügeständer Langriegel eingezapft, in der Mitte gibt es einen höher gesetzten Sturzriegel für das Tor, dessen Öffnung mit einem umlaufenden Rahmenprofil versehen ist. | 18. Jahrhundert           | 79127 DDB  |
| Bild gesucht BW | Straßenbrücke                              | Rennertehausen LageFlur: 25, Flurstück: 252/1 | Aus roten Sandsteinquadern errichtete einbogige Straßenbrücke über den Betriebsgraben der Rennertehäuser Mühle mit flacher Brüstung aus zwei Lagen Sandsteinquadern. |                           | 79864 DDB  |

### Somplar
| Bild                     | Bezeichnung              | Lage                                                | Beschreibung | Bauzeit   | Objekt-Nr. |
| ------------------------ | ------------------------ | --------------------------------------------------- | --- | --------- | ---------- |
| Evangelische Pfarrkirche | Evangelische Pfarrkirche | Somplar, Am Homberg 3 LageFlur: 2, Flurstück: 162   | Kleine evangelische Dorfkirche größtenteils aus Grauwacke bestehend und nach dem Ende des Zweiten Weltkrieges errichtet. Kulturdenkmal aus geschichtlichen Gründen. | 1950–1952 | 79247 DDB  |
| Bild gesucht BW          | Wohnhaus                 | Somplar, Dorfstraße 6 LageFlur: 2, Flurstück: 172/2 | Am südlichen Dorfeingang der U-förmig den Ort umschließenden Dorfstraße erhebt sich das hohe, giebelständige Wohnhaus einer rückwärtig durch eine jüngere Scheune abgeschlossenen Hofanlage. Das den Eingang des Dorfes markierende Fachwerkeinhaus erhebt sich über einem fast geschosshohen, ehemals den Stall beherbergenden Bruchsteinsockel. Im hinteren Wirtschaftsteil des Hauses ist das Fachwerk bis auf den Boden herabgeführt. Das Erdgeschoss des Wohnteils ist in der ersten Hälfte des 20. Jahrhunderts massiv ersetzt worden. Über einer breiten Gebälkzone mit genuteten Balkenköpfen und gerundeten Füllhölzern wurde mit leichtem Überstand ein Fachwerkgeschoss aufgerichtet, das weit gespreizte Mannfiguren an Eck- und Bundständern zeigt. Die Eckständer sind zudem mit Rundstäben und Weinranken beschnitzt. In der Obergeschossschwelle des an der Giebelseite verschieferten Hauses befinden sich mehrere Inschriften: „Emanuel Paulus und Susanne seine Frau haben auf Gott vertraut und Anno 1750 dieses Haus erbaut – J...hr Christ 50... – wir wissen aber so unser irdisch Haus durch Feuer zerbrochen wird, dass wir einziehen in ein Hauß von Gott erbauet, ein Hauß nicht mit Henden gemacht dass ist im Himmel – Gott wolle dieses Haus beschütten und alle die gehn aus und ein – soli deo gloria“. | 1750      | 79248 DDB  |
| Bild gesucht BW          | Wohnhaus                 | Somplar, Dorfstraße 10 LageFlur: 2, Flurstück: 170  | Großvolumiges, ehemals als Einhaus genutztes, im hinteren Bereich der Parzelle traufständig zur Straße orientiertes, dreigeschossiges Fachwerkhaus. Das Erdgeschoss mit der jüngeren mittigen Erschließung ist aus Werkstein gemauert. Darüber erheben sich zwei stockwerkweise verzimmerte Fachwerkgeschosse mit Dreiviertelstreben an Bund- und Eckständern im Erdgeschoss und Mannfiguren im Obergeschoss. Das Obergeschoss wurde über einer breiten Gebälkzone mit genuteten Balkenköpfen und gerundeten Füllhölzern mit leichter Überkragung aufgerichtet. Die Eckständer sind darüber hinaus mit Taustäben beschnitzt. An der Schwelle des Obergeschosses befinden sich folgende Inschriften: „Gott bewahre diese Scheure vor Donnerschlag und Feure Gott geb uns zu der Ernde seggen das wir können lehwen – Gerhart Klein und Marilis seine Frau haben Gott vertraut und dieses Hauß erbautt – Im Jahr Anno 1808 den 1 Jann – der Zimmermeister ist gewesen Johann Daniel Brand von Neinkirchen“. Das freistehende, leicht erhöht am Hang des Homberges errichtete Gebäude bildet den optischen Abschluss des Dorfes nach Südosten. | 1808      | 79249 DDB  |
| Wohnhaus                 | Wohnhaus                 | Somplar, Wallstraße 4 LageFlur: 2, Flurstück: 109/2 | Fachwerkwohnhaus aus dem 18. Jahrhundert, Kulturdenkmal aus geschichtlichen und städtebaulichen Gründen. | Vor 1800  | 79250 DDB  |